# Luis Federico II de Schwarzburgo-Rudolstadt
Luis Federico II de Schwarzburgo-Rudolstadt (en alemán, Ludwig Friedrich II. von Schwarzburg-Rudolstadt; Rudolstadt, 9 de agosto de 1767-ibidem, 28 de abril de 1807) fue príncipe reinante de Schwarzburgo-Rudolstadt entre 1793 y 1807 de la Casa de Schwarzburgo.

## Biografía
Luis Federico nació el 9 de agosto de 1767, siendo hijo del príncipe heredero Federico Carlos de Schwarzburgo-Rudolstadt y de su primera esposa, Federica. En ese tiempo reinaba en el principado su abuelo, Luis Gunter II. En el año 1789, Luis Federico con su hermano, Carlos Gunter, fue enviado a un viaje a Ginebra y otras destinaciones para su formación. Durante esta ausencia el príncipe se enteró sobre los acontecimientos de la Revolución francesa. Los acontecimientos políticos eran un tema constante de conversación durante el viaje y más tarde también lo serían en el principado. El 21 de julio de 1791 se casó en Homburg con Carolina de Hesse-Homburg, hija del landgrave Federico V de Hesse-Homburg.
Luis Federico sucedió el 13 de abril de 1793 como príncipe. Unos pocos meses antes, el rey Luis XVI de Francia había sido ejecutado en París. Después de la victoria de Napoleón en la batalla de Jena y Auerstedt en 1806, el principado fue puesto bajo administración francesa. Esto fue derogado el 24 de marzo de 1807. A esto contribuyó la hábil negociación del canciller Federico Guillermo de Ketelhodt. El principado entró el 18 de abril de 1807 en la Confederación del Rin. Junto con su altamente educada esposa, Luis Federico convirtió su residencia en un centro de las artes. Fundó el Teatro de Rudolstadt, que a pesar de ser uno de los más pequeños en Alemania, se convirtió en un lugar significativo.
Luis Federico II fue un remarcable gobernante con elevados ideales en la historia. Como amigo de las artes y las ciencias, utilizó conexiones con personalidades bien conocidas como Friedrich Schiller y Wilhelm von Humboldt. En 1796 dio a la iglesia del principado un verdadero estatus de religión en toda regla.
El príncipe murió a la edad de 39 años el 28 de abril de 1807. Su esposa, Carolina, ejerció la regencia sobre el príncipe heredero Federico Gunter, según la voluntad testamentaria del príncipe, y ejerciendo esta función hasta 1814.

## Matrimonio e hijos

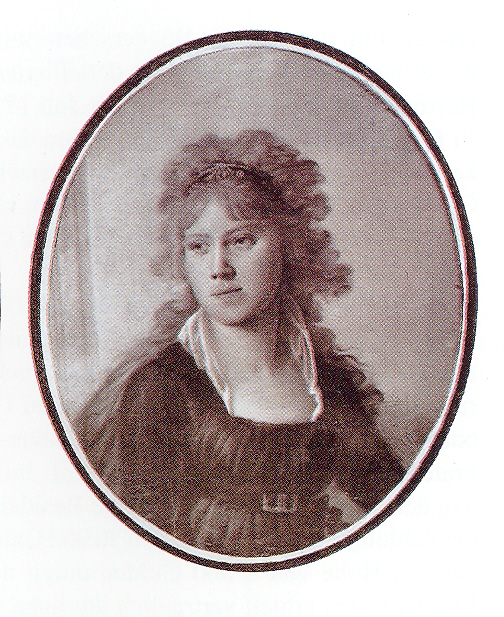
La princesa Carolina de Schwarzburgo-Rudolstadt.

De su matrimonio con Carolina nacieron los siguientes hijos:
- Carolina Augusta (1792-1794).
- Federico Gunter (1793-1867), sucedió a su padre como príncipe de Schwarzburgo-Rudolstadt. Desposó en primeras nupcias en 1816 a la princesa Augusta de Anhalt-Dessau (1793-1854); en segundas nupcias en 1855 a la princesa Elena de Anhalt-Dessau (1835-1860); y en 1861 contrajo matrimonio morganático con Lidia María Schultze (1840-1909).
- Tecla (1795-1861), desposó en 1817 al príncipe Otón Víctor de Schönburg-Waldenburg (1785-1859).
- Carolina (*/† 1796).
- Alberto (1798-1869), sucedió a su hermano Federico Gunter como príncipe de Schwarzburgo-Rudolstadt. Desposó en 1827 a la princesa Augusta Luisa de Solms-Braunfels (1804-1865).
- Bernardo (1801-1816).
- Rodolfo (1801-1808).